# Джамалуддін Казікумухський
Саїд Джамалуддін аль-Хусайні аль-Кібуді аль-Газигумукі ад-Дагістані, знаний як Джамалуддін Казі-Кумухський (лакськ. Жамалуттин Гъази-Гъумучиял 1788 або 1792, Кумух — 1866, Стамбул) — дагестанський духовний і громадський діяч, учений, шейх накшбандійського тарикату, вчитель імама Шаміля.

## Біографія
Народився 1788 або 1792 року в Кумусі (нині Лакського району Дагестану). Здобув освіту в низці аулів Північного Кавказу, а потім в Османській імперії. Знав кілька мов Дагестану, а також арабську, перську та тюркську мови. Добре розбирався в арабській літературі, античній та мусульманській філософії, фігці й ісламській етиці. У молодості служив діловодом Аслан-хана Казікумухського.
Син Джамалуддіна Абдуррахмантак розповідав про свого батька: «Джемаладдін-Гусейн був родом з Казікумуха. У першій своїй молодості він служив за колишнього газикумухського хана Аслан-хана як письмоводитель. Хан любив його і за старанну службу його та відданість подарував йому три села в Кюринському ханстві під загальним ім'ям Астал». Але незабаром відмовився від державної служби, цілком присвятивши себе науковим заняттям та служінню ідеям суфізму, проводячи час у Кумусі, «на самоті, займаючись молитвами та направленням відвідувачів його на шлях істини». Він роздав людям усе своє багатство й оголосив хану, що відмовляється від посади секретаря. Бо не хоче бути помічником зрадника, який розповсюджує гріхи та злодіяння.
Велику роль у формуванні духовних інтересів Джамалуддіна Казікумухського зіграло його знайомство з ідеологом національно-визвольного руху горян XIX століття Мухаммадом Ярагським. 1824 року Джамалуддін Казікумухський отримав від нього дозвіл на наставництво (іджазу) накшбандійського тарикату. Ім'я Джамалуддіна Казікумухського було широко відоме в ісламському світі, фігурує в багатьох наукових довідниках про видатних діячів суфізму.
Через шейха Казікумухського в тарикат увійшли імами Дагестану та Чечні Газі-Мухаммад та Шаміль. Шейх Джамалуддін був членом Дивана Імамата і мав незаперечний авторитет в імамів. Шаміль часто звертався до свого наставника за порадою з питань державного правління, міжнародних відносин та фікга.
Сини Джамалуддіна Казікумухського, Абдуррахман і Абдуррахім, були одружені з дочками Шаміля Нафісат і Фатімат. Дочка Джамалуддіна Загідата була дружиною імама Шаміля.

Сини Абдурахім й Абдурахман. 1860 рік

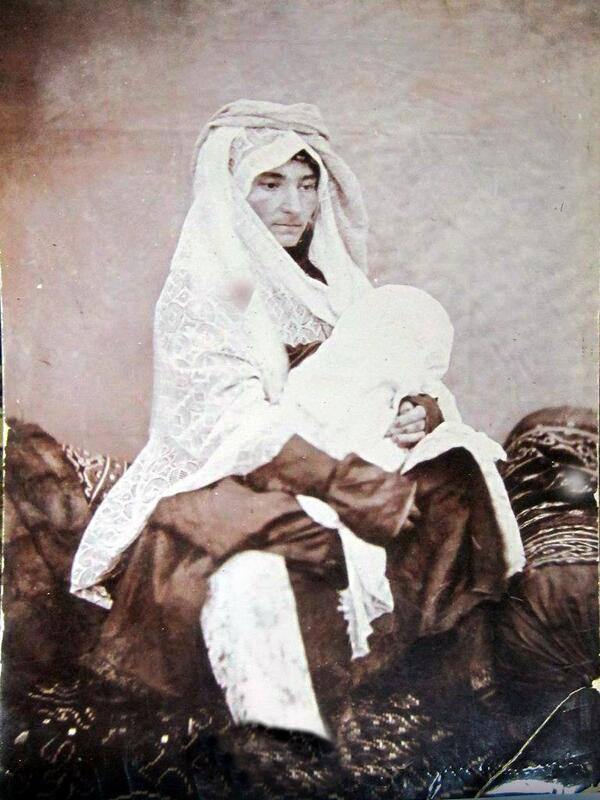
Дочка Джамалудіна Загідат зі своїм сином Мухаммад-Камілем. Калуга, 1860-ті роки.

1862 року, після падіння Імамата, переселився до Стамбула. Помер 1866 року в Стамбулі. Похований на цвинтарі Караджаахмет.

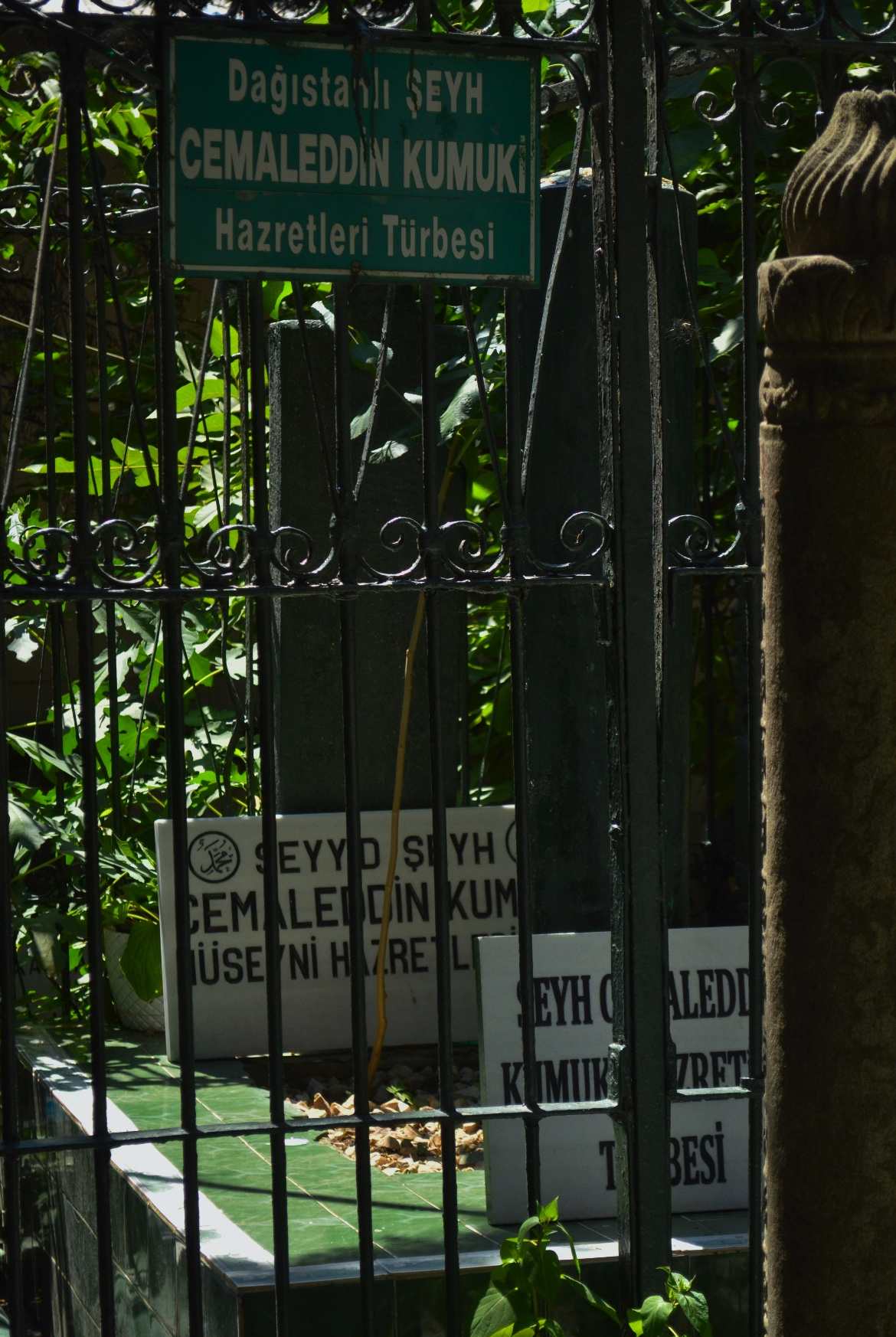
Могила шейха у Стамбулі
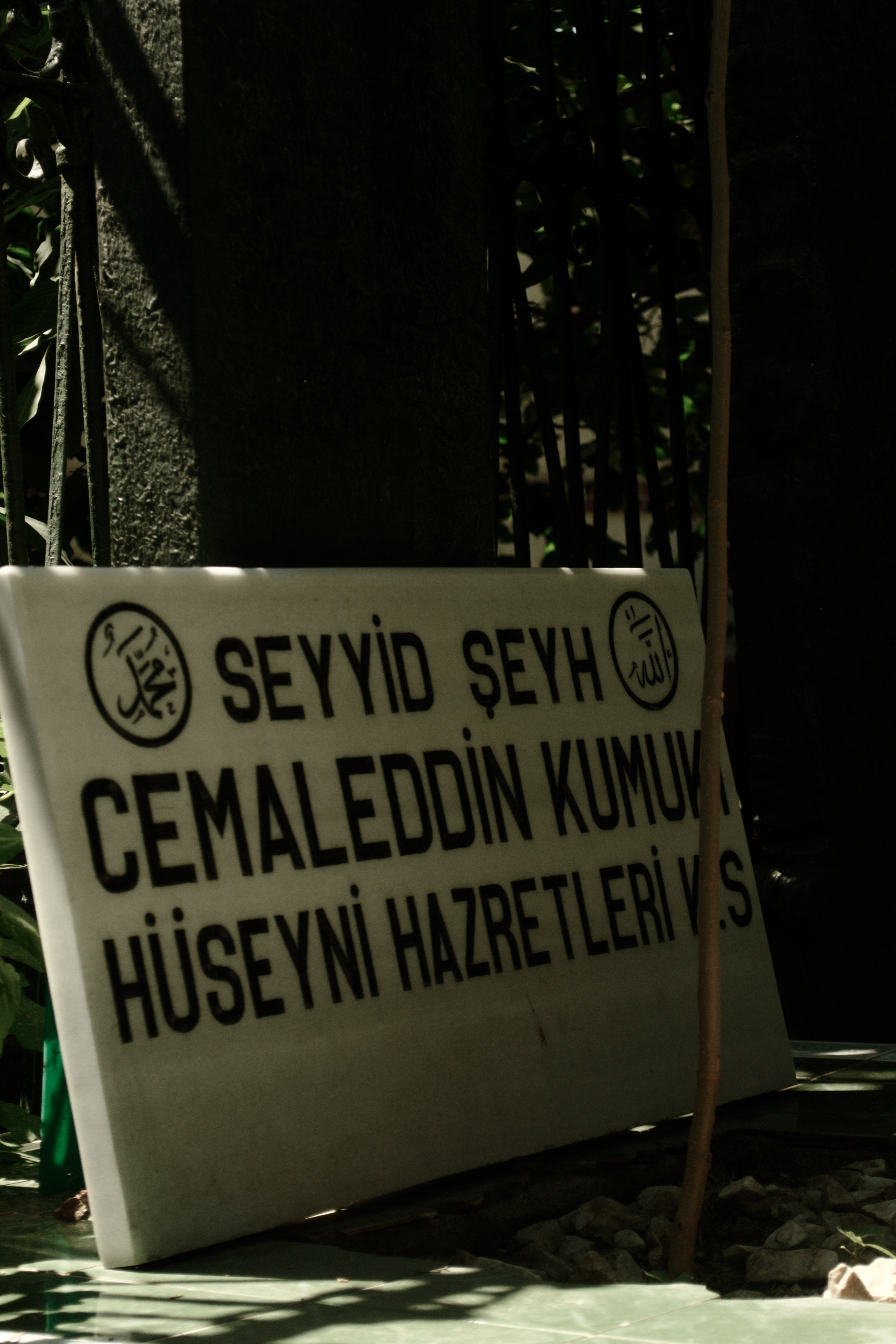
Епітафія

## Праці
Знаний як автор кількох творів. Найвідоміший з них: «ал-Адаб ал-мурдіят фі-т-тарикат ан-накшбандіят» («Задовільні правила в накшбандійському тарикаті»). Цей трактат з теорії та практики накшбандійського тарикату видавався неодноразово (Порт-Петровськ, 1905; Темір-Хан-Шура, 1908; Оксфорд, 1986). Переклад російською мовою (вільний виклад матеріалу) також видавався в Тифлісі 1869 році, а передрук здійснили в Оксфорді 1986 року.
Праця «Таліф аш-шайх аль-каміль аль-муршид Джамалу-д-дін» («Створення досконалого шайха муршида Джамалуддіна») або «Кіфай ат аль-авам» («Достатнє для народу»), побудований у формі запитань і відповідей, присвячений доступному викладенню основ мусульманської релігії (усуль ад-дін), правилам здійснення молитви, дотримання посту, опису зовнішності пророка Магомета та його трибу.
Третій відомий твір — «аль-Каул ас-садід фі джаваб рисалат Саїд лі-ш-шайх аль-муршид Джамалу-д-дин» («Здорове слово у відповідь на послання Саїда шайха муршида Джамулуддіна»).

### Публікації
- Джамаладдиін ал-Гумукі. Ал-Адаб ал-мурдія. — Темір-Хан-Шура, 1908.(араб.)
- Джамаладдін ад-Дагестані ал-Газігумукі. Ал-Адаб ал-мурдія. — Петровськ, 1905.(араб.)
- Джемаледдін Казікумухский. Ал-Адаб ал-марзія. Накшбандійський тарикат. — Оксфорд, 1986.(англ.)
- Джемалэддин Казикумухский. Адабуль Марзия // Сборник сведений о кавказских горцах. — Тифлис, 1869. — Вип. 2 (11 квітня).